# きかんしゃトーマス・汽車のえほんのレギュラー機関車
きかんしゃトーマス・汽車のえほんのレギュラー機関車（きかんしゃトーマス・きしゃのえほんのレギュラーきかんしゃ）では、ウィルバート・オードリーと息子のクリストファー・オードリー（原作第27巻から）が作り上げた、イギリスの架空の島ソドー島を舞台に、そこの鉄道網で活躍する機関車や自動車などとそれに関わる人々を描いた絵本『汽車のえほん（きしゃのえほん、原題・The railway series』）と、その映像化作品『きかんしゃトーマス（原題・Thomas the Tank Engine & Friends）』のうち、1号機トーマスから8号機ダックまでの、レギュラーとも言える蒸気機関車のキャラクターを扱う。

## 主要レギュラー

### トーマス (Thomas)
- 英国吹き替え - エディ・グレン（長編第1作）→ベン・スモール（長編第4作 - 第18期）[1]→ジョン・ハスラー（長編第10作 - 第24期）[2]→アーロン・バラシ（第25期 - ）
- 米国吹き替え - エディ・グレン（長編第1作）→マーティン・シャーマン（長編第4作 - 第18期）→ジョセフ・メイ（長編第10作 - 第24期）[3]→ジョン・ハスラー（長編第17作）→メーシャ・コントレラス（第25期 - 第26期第36話）→デイビット・コールスミス（第26期第37話 - 第26期第50話）→カイ・ハリス（第26期第51話 - ）
- 日本吹き替え - 戸田恵子（第1 - 8期）→比嘉久美子（長編第2 - 17作）→田中美海（第25期 - ）

本作の主人公。小型タンク式蒸気機関車（タンク機関車）。色は青。車体番号は1。

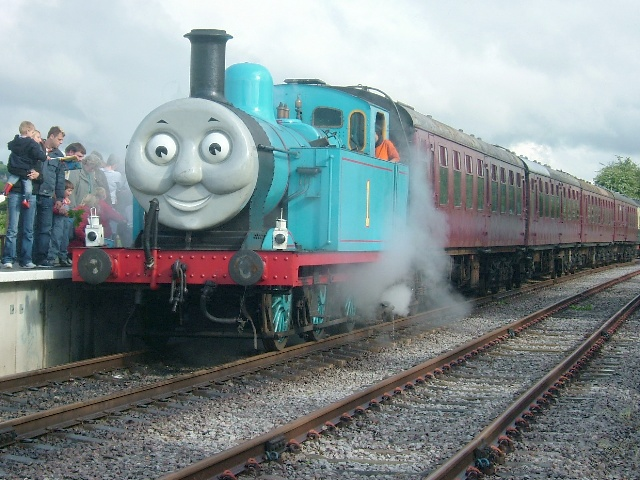
トーマス (3F形によるレプリカ)が走る イーオンバレー鉄道

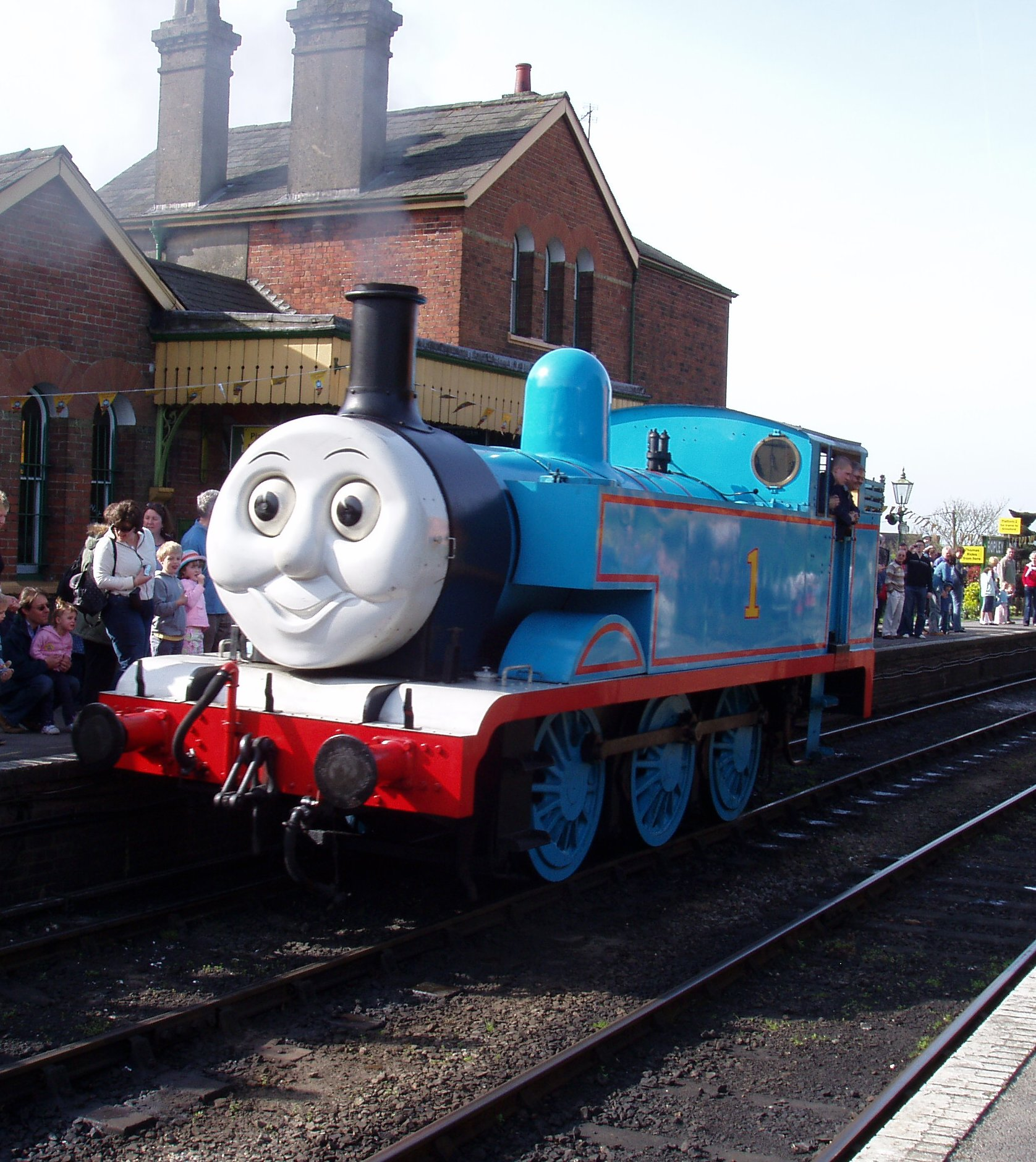
トーマス、 ウゾータークレスライン のアルレスフォード駅で停車中

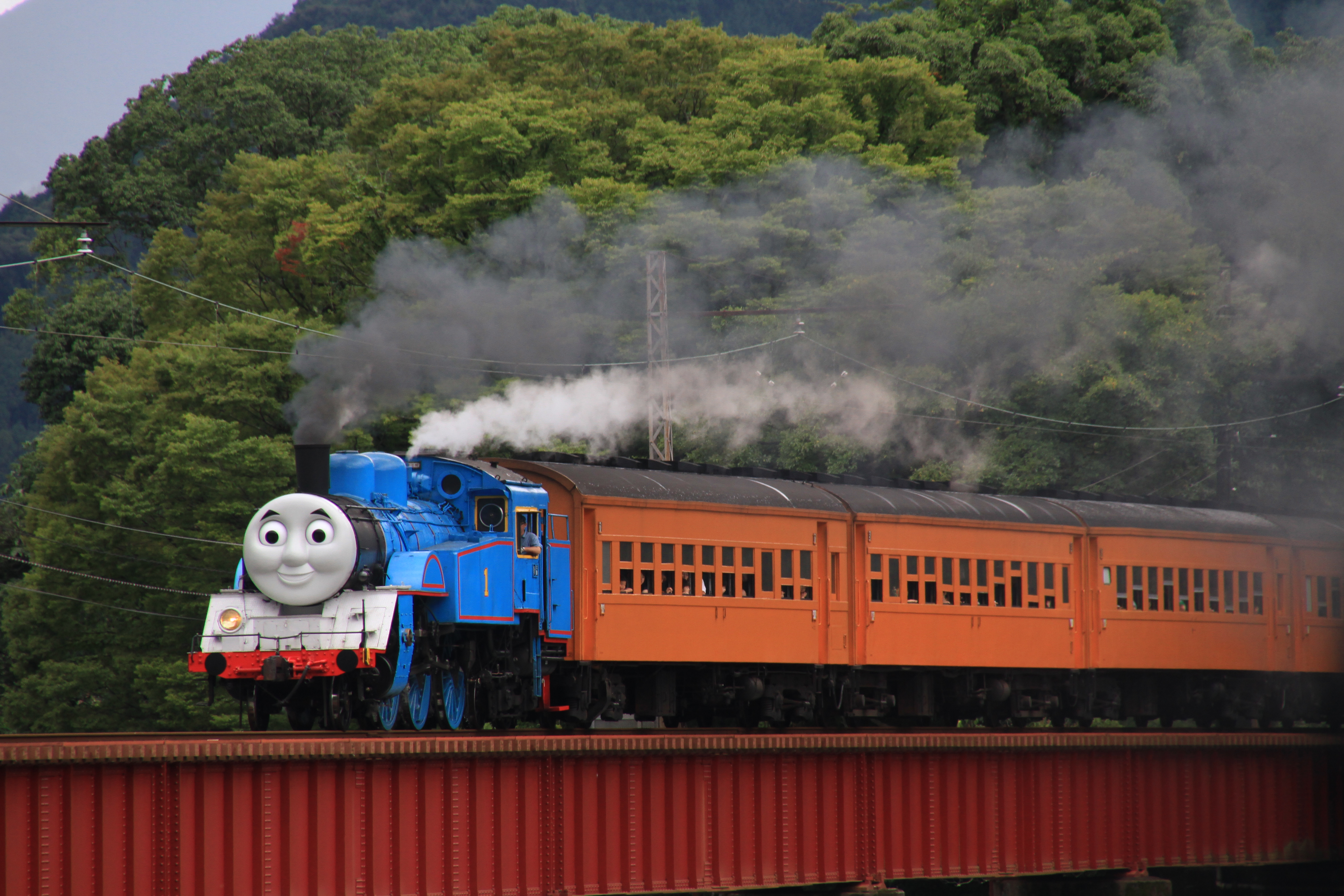
トーマス（C11形によるレプリカ）が大井川鐵道大井川本線の橋梁を渡る。

仕事熱心な働き者。気が強くいたずら好きでやんちゃで生意気なお調子者の四拍子を備えているが、少しおっちょこちょいな面があり、当初はそれが原因でトラブルを起こしてしまうこともあった。一人称は主に「僕」、二人称は「君」(初期はお前と言うこともあった)。
第1期から第2期までは特に生意気でやんちゃな面が強く、第3期から、主人公としては問題があるとのことで改善されることとなった。シリーズを重ねるにつれて成長していく設定になったことで、過去の失敗から「人の頼りになる、役に立つ機関車」を目指してさらに仕事熱心で賢くなっていくなど真面目な性格に変わっていく。仲間を助けたりパーシーなどに言葉を教えるなど根は親切なところも見せ、近年のシリーズでは以前と比べると落ち着きが出ている。また、怒られたくなかったとの理由で自作自演行為を働いたこともあった。
魚が大嫌い。その理由としては給水塔が故障していた時、仕方がなく川から水を汲んだのだが、偶然タンク内に魚が入り込んでしまい、故障しそうになってしまったことがきっかけ。さらにその後、事故でボディに魚がかかってしまったこともあるため、魚の匂いまで嫌いになった。
また、除雪機を付けるのも大嫌いで、窮屈で古臭いとの理由で一度壊したこともある。その後も除雪機をつけて仕事に出る度に事故などが起きてしまうこともしばしば。
タンク機関車であるトーマスは体が小さいことを大変気にしており、初期の頃からテンダー式蒸気機関車（テンダー機関車）のヘンリー、ゴードンにチビ呼ばわりされ、またクランキーやハンクにも「小さい」と言われ憤慨する場面がいくつかある。
第12期で新しい路面機関車のフローラに初めて声をかけられたときは、赤面しながら返事をした。人形劇の頃はシリーズを重ねるごとに眉毛が太くなっていた。
当初はティドマス駅（TV版ではナップフォード駅）の客車・貨車の構内入れ換えや、重量列車の発車補助をしていたが、ジェームスの脱線事故の救援作業に協力したことをきっかけにファーカー駅までの支線の運行を任された。間合い運用で夜行郵便列車などの、本線の小編成の運行に就くこともある。第9期ではトップハム・ハット卿から自分専用の緑の貨車をもらう。
第2巻の挿絵を最初に描いたレジナルド・ペインはロンドン・ブライトン・アンド・サウスコースト鉄道のE2形タンク機関車（クラスE2）をモデルにトーマスを描いた。再版時にレジナルド・ダルビーの絵に差し替えられたが、モデル機関車は継承され現在のテレビシリーズ（TV版）にそのまま引き継がれている。なお、ロンドン・ミッドランド・アンド・スコッティッシュ鉄道には3F形というE2形に似たタンク機関車があるが、この機関車がイギリス国内の保存鉄道で「機関車トーマス」として走っている。実際のE2形は1963年までにすべて廃車・解体されており、保存車は1台も存在していないためである。
この他日本では大井川鐵道が保有する日本国鉄C11形がトーマスのレプリカとなっている。E2形の特徴である第1動輪のタイヤハウスをイミテーションとして付けている。国鉄内での位置づけもE2形に近い規模の機関車だった。

### ゴードン (Gordon)

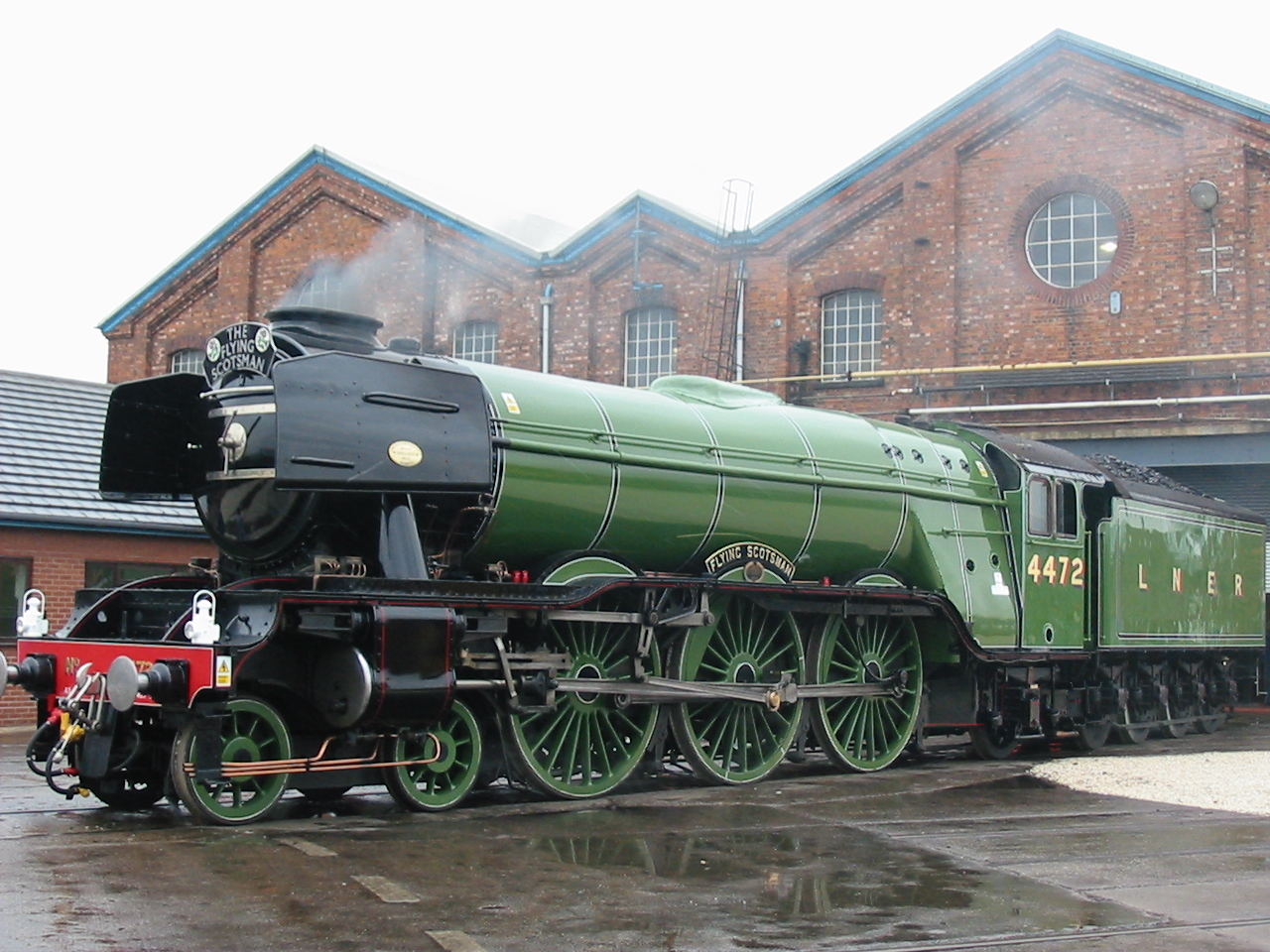
モデルとなったLNER A1形「フライング・スコッツマン」

- 英国吹き替え - ニール・クローン（長編第1作）→キース・ウィッカム（長編第4作 - 第24期）→ロブ・ラックストロー（長編第17作）→ウィル・ハリソン=ウォーレス（第25期 - ）
- 米国吹き替え - ニール・クローン（長編第1作、第25期 - ）、ケリー・シェイル（長編第4作 - 第24期）→ロブ・ラックストロー（長編第17作）
- 日本吹き替え - 内海賢二（第1 - 8期）→三宅健太（長編第2 - 17作）[13]→武内駿輔（第25期 - ）

主に本線の急行列車を牽引する大型テンダー機関車。車体番号は4。色は青。TV版では一人称が「俺（様）」になっているが、原作では他の機関車同様「僕」と訳されている。二人称は基本「お前」だが、相手によっては「君」や「あんた」と言うことがある。
プライドが高く、威張りん坊で自惚れが強いが、それが災いしてトラブルや事故を起こしてしまう事がある。仕事は真面目に行うが、貨車を引かされるとヘソを曲げるなど選り好みしてしまうこともある。ジェームスやヘンリーと組んで小さな機関車をからかうなど、短気で意地悪な一面も。貨車を扱うのを嫌がるジェームスやサー・ハンデルに仮病を教えたこともある。
一方で豪快かつ義理堅い面も持ち合わせており、同僚の機関車達はもちろん、客車や乗客への優しさを忘れず、いざという時には持ち前のパワーで窮地を救う。仲間達とはお互い見下し合うこともあるが、最終的に和解し、役に立つ機関車として尊敬し合っている。
LNERのA1形蒸気機関車がモデルで、実在する有名な機関車フライング・スコッツマンの兄という設定である。ただしゴードンはオードリー牧師独自のアレンジで実際のA1との相違点が多く、これらはソドー島入線に際してクルー工場で改造された設定で、原作第23巻ではフライング・スコッツマンとお互いだいぶ変わったことを語り合っていた。なお顔のモデルは、当時の担当編集者エリック・マリオットと伝えられている。
ヘンリーと同じく大型のテンダー機関車だが、ヘンリーよりも力が強い。客車を最大20両も牽引できる。貨車を扱ったり支線を走ることは大嫌いだが、貨車を扱わないわけではなく、「たまには貨車を引くのも押すのもいいもんだ」と発言したこともある。また、第6期あたりからエドワードの支線には頻繁に入線している。第1期では、泥炭地（沼地）にはまってしまったこともあった。
第5期ではブレーキが効かなくなり暴走、オープンしたばかりのカーク・ローナン駅の壁に激突しハット卿と付き人が負傷する事故を起こした。この時に開いた壁の穴を利用し「ゴードンの窓」が作られた。
第10期ではスピード新記録達成のため島中を回ったが、ある仲間を助けるために記録作りを諦めたことがある。その後二度目のスピード記録を達成し、トップハム・ハット卿から記念として自分専用の客車をもらった。第9期以降、客車も貨車も牽引できる。

### ジェームス (James)
- 英国吹き替え - スーザン・ローマン（長編第1作）→キース・ウィッカム（長編第4 - 12作）[28]→ロブ・ラックストロー（第20期第23話『バートのしかえし』、長編第13-17作）→ルーク・マーティ・トム・デュセック（第25期）→トム・デュセック（第26期 - ）
- 米国吹き替え - スーザン・ローマン（長編第1作）→ケリー・シェイル（長編第4作 - 第18期）→ロブ・ラックストロー（長編第10-17作）→ルーク・マーティ（第25期 - ）
- 日本吹き替え - 森功至（第1 - 8期）→江原正士（長編第2 - 17作）→伊東健人（第25期 - ）

中型テンダー機関車。モデルはL&YRクラス28蒸気機関車。車体番号は5。色は赤。一人称は「僕」。二人称は「君」が多いが、パーシーを「お前」と呼ぶことが多い（トーマスも劇場版『魔法の線路』にて一回だけ「お前」と呼んでいた）。
少し怒りっぽくて短気だが、お調子者でもあり、思い込みが激しい。綺麗好きで、仲間にボディを見せびらかす程の自惚れ屋でナルシストである。貨車・客車両方を牽引できる機関車だが、汚い貨車を引っ張るのは嫌がることが多い。ゴードン同様、時にはトーマスなどの小さい機関車をからかうこともしばしば。だが本当は素直で役に立つ時もある。
日本語版では、原作では名前は「ジェームズ」だが、TV版では「ジェームス」と発音が異なる。原作新装版ではTV版に合わせて「ジェームス」となっている。
原作では第2巻に黒いボディで初登場。元々は木製のブレーキ装備と自分のモデル機と同じ0-6-0の車輪配置の機関車だったが、猛スピードで走る貨車たちに押されてブレーキを燃やし、脱線事故を起こす。トーマスがクレーン車を使って助け、この後ヘンリーと同じクルー工場で、鉄製のブレーキと制輪子、赤+黒のボディに金ラインという新たな仕様に変えられた。赤い車体色は彼の一番の自慢になっている。
塗装をぬりなおされる度に自慢する。ただし、塗装に関しては汚される・変な色に塗り替えられるなど、不遇な立場になることも多い。ハチに鼻を刺されたことがある。
初期のシリーズでは、昔の事故のことを事故当時にまだソドー鉄道におらず知らないはずの仲間にからかわれることが多かった。
第1期で、ゴードン、ヘンリーとともに謹慎処分を受けたことがあり、単独の謹慎も経験している。第9期でトップハム・ハット卿から自分専用の青い貨車をもらう。
エドワードと同じくらいの大きさだが、大きな機関車の一台として扱われている。CGシリーズではエドワードより一回り大きくなっている。
アンチディーゼル主義者であり、ラスティーやボコのことも嫌っている発言をしたことがあるが、、ソルティーとフィリップとは仲がいい。

### パーシー (Percy)

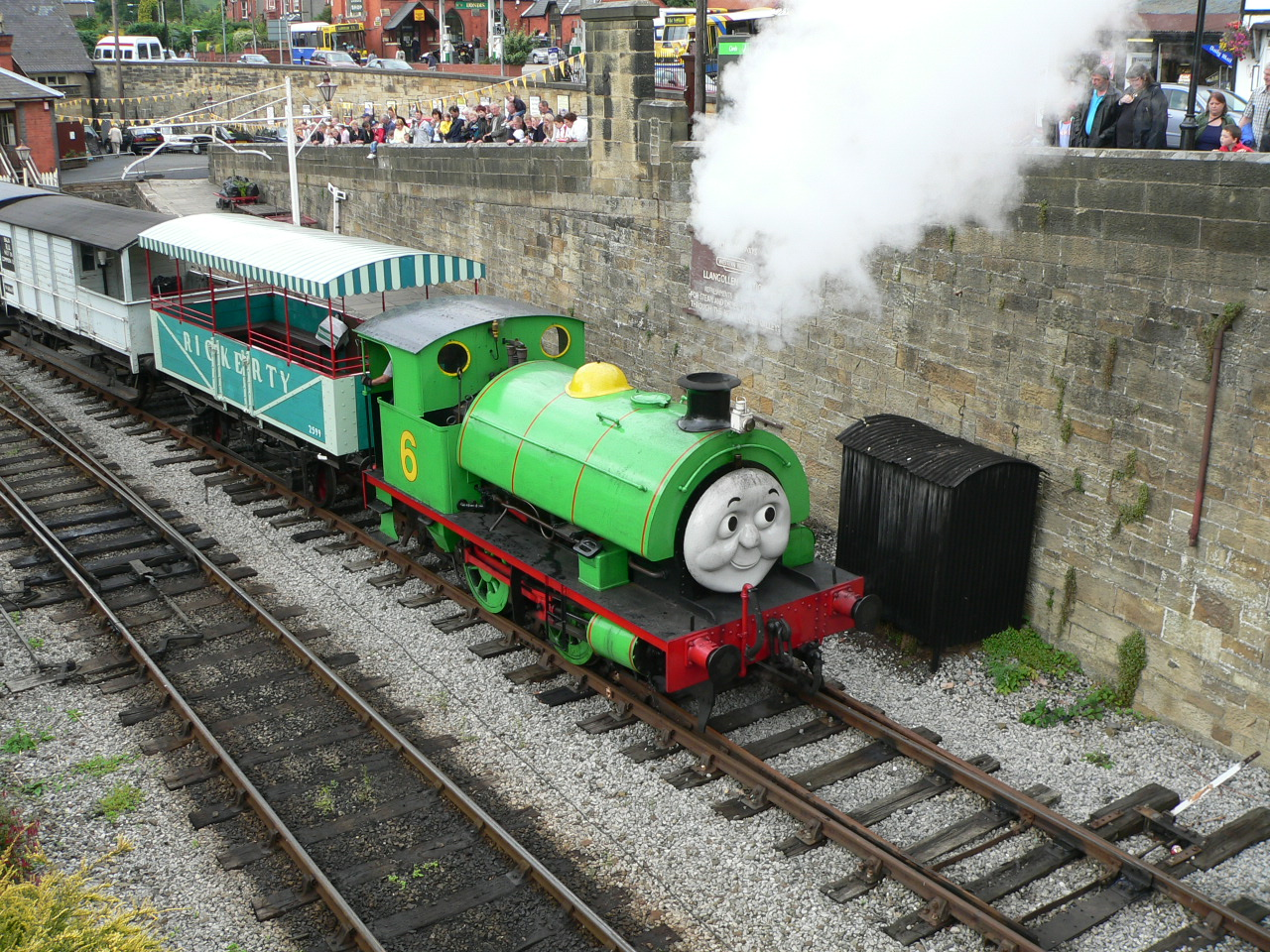
実物の蒸気機関車にお面を付けたパーシー（イギリスでのイベント）

- 英国吹き替え - リンダ・バランタイン（長編第1作）→キース・ウィッカム（長編第4作 - 第18期、長編第11作）→ナイジェル・ピルキントン（第19期 - 第24期）[41]→ロブ・ラックストロー（長編第17作）→アンリ・チャールズ（第25期 - ）
- 米国吹き替え - リンダ・バランタイン（長編第1作）→マーティン・シャーマン（長編第4作 - 第18期）→クリストファー・ラグランド（第19期 - 第24期）→ロブ・ラックストロー（長編第17作）→チャーリー・ゼルツァー（第25期 - ）
- 日本吹き替え - 中島千里（第1 - 8期）→神代知衣（長編第2 - 17作）→越乃奏（第25期 - ）

小型タンク機関車。色は黄緑。車体番号は6。一人称は「僕」。
トーマスの親友。頑張り屋だが、いたずら好き・やんちゃ・お調子者の三拍子を備えている。怖がりで幽霊などがとても苦手。ソドー島に来てだいぶ経っているにもかかわらず、知らない言葉や知識が多く「○○ってどんな意味？」と仲間に聞いたり、単語の聞き間違いをすることが多い。
トーマスが支線に転じたことで、ティドマス駅の入れ換えをゴードンたちがしなくてはならなくなったことによるストライキが発生した際、ハット卿が機関車工場から購入しソドー島へやってきた。名前はハット卿が命名。当初はティドマス駅の客車・貨車の構内入れ替えを主な任務としていたが、取扱量の急増で小出力のパーシーは任を解かれる。以後、児童専用列車・夜行郵便列車・ミルク集荷列車の牽引など小編成の運行を中心に、貨車の入換え支援もこなしている。CGシリーズ以降は郵便列車が主な仕事になっている。
他の機関車に比べて貨車にいたずらされることが多く、事故や脱線の被害も甚大なものである。ボディーが汚れることを他の機関車にからかわれたり、馬鹿にされることも多い。ゴードン達にいたずらを仕返しされて「進め」の信号を「戻れ」と勘違いしたことがある。
原作では、当初のパーシーは架空のデザインをダルビーに施され、オードリー牧師の悩みの種となっていた。ダルビーはグレート・ウェスタン鉄道 (GWR) の1340形をモデルにパーシーをデザインしたが、実車と異なり、サドルタンクがボイラー部の下部に回り込んでボイラー部全体を包み込む、機関車として正しくない形状となっており、オードリー牧師がダルビーに見切りを付ける原因となった。その後、ガンバ&ピーター・エドワーズに担当の挿絵画家が交代してから、ようやく「エーヴォンサイド・クラスSS」をモデルにしたデザインに描き直された。これはイギリスの鉄道車両メーカーが4大私鉄向けに作った統一規格機関車の一種である。

## サブレギュラー

### エドワード (Edward)
- 英国吹き替え - キース・ウィッカム
- 米国吹き替え - ウィリアム・ホープ[47]
- 日本吹き替え - 高戸靖広（第1 - 8期）→佐々木望（長編第2作 - ）[48][49]

中型テンダー機関車。モデルはファーネス鉄道K2形蒸気機関車。色は青。車体番号は2。一人称は「僕」、二人称は「君」。
力は弱いが頑張り屋かつ真面目で親切、物知りである。意地悪な貨車たちですら彼の言うことなら必ず聞き、仲間からの信頼も厚い。おじいさん機関車（原作第9巻「エドワードはもう年をとっていて〜」からも判明）として紹介されることもあるが、話し方は青年の様。
ソドー鉄道の機関車達の重鎮で、初期は本線で小列車ばかり引いていたが、いつの間にかウェルズワース駅（通称：エドワードの駅）構内の貨車の入れ替えや、ウェルズワースからブレンダム港へ分岐する支線で働くことになる。本線のウェルズワースからマロンにかけての急勾配（通称：ゴードンの丘）で補機を務めることもある。
他の機関車と比べて性格が真面目で優しいが、怒らせるとさすがに怖い。旧式ゆえに速度・パワーは劣るものの、知識や経験は豊富で、他の機関車たちの良きお手本になっている。本編は彼を馬鹿にしていた他の機関車が反省したり学んだりする話が多いため、彼自身が本当の主役になることは少ない。
大きさはジェームスと同じ（第8期で判明）だが、第1期第2話『エドワードのおてがら』の冒頭ではゴードンから「チビ」と呼ばれていた。CGシリーズ以降はジェームスより一回り小さく描写されている。
第1期から第6期までは一度も事故を起こしたことはなかったが、第7期第20話『エドワードとブラスバンド』で初めて脱線事故を起こした。また、ハーヴィーやロッキーを傷つける発言をしたことがある。

### ヘンリー (Henry)
- 英国吹き替え - ケヴィン・フランク（長編第1作）→キース・ウィッカム（長編第4作 - ）
- 米国吹き替え - ケヴィン・フランク（長編第1作）→ケリー・シェイル（長編第4作 - ）
- 日本吹き替え - 堀川りょう（第1 - 8期）[56]→金丸淳一（長編第2作 - ）[57]

大型テンダー機関車。色は黄緑。車体番号は3。一人称は「僕」で、二人称は主に「君」が多いが、人形劇ではたまにトーマスやジェームスに対して「お前」呼ばわりしていたこともあった。
優しい性格で森や動物達が大好き。臆病で強がりな一面もある。車体が汚れるのを極端に嫌った時期があり、雨に濡れるのを嫌がって雨天時に列車を牽引したままトンネルから出るのを拒否し、問題を起こしたこともあったが、その後はようやく元気になってトンネルから出た時は雨も怖がらなくなった。ボディを守る方法はトンネルに逃げ込むことではなく、仕事の後に整備員に掃除して貰うことになった。第8期では、めったに旅客列車を担当しなかったためか、貨物列車と同じように牽いてしまって、客から苦情がくるほど牽引の技術が鈍ってしまった。他にもダックに騙されて炭水車を6台も付けたりと変な話題には事欠かない。
普段はティドマス - ヴィカーズタウン間の本線で貨物列車牽引が多いが、旅客列車も担当する。臨時の魚介類専用夜間急行貨物列車「フライング・キッパー」を牽引することもあり、近年のシリーズでは主な仕事となっている。貨車を最大25両も牽引できるが、急行列車は、ゴードンに比べてそれほど速くない。
原作では第1巻終盤で「雨も平気になるように」という理由でトーマスやゴードンと同じ青+赤ラインに塗装されたが、ゴードンと区別が付き難いため、第5巻から元に戻された。改造前の姿はGNR A1形の実験機として、GNR C1形の部品を使用して製造された機関車だったが、改造後の姿はロンドン・ミッドランド&スコティッシュ鉄道 (LMS) の有名な5形「ブラック・ファイブ」がモデル。
石炭に関する話題が多い機関車でもある。元々は上記の通り実験的に作られた機関車のためか、設計上の問題で火室が小さく、質の悪い石炭では力が出なかったため、燃焼時の発熱量が多く特別高価なウェールズ炭を特別に支給された。その後フライング・キッパー号を牽引中に脱線事故を起こした際、英国本土のクルー工場で修理と同時にベルペヤ式火室に改造され、通常の石炭でも十分な出力を得られるようになった。
しかし、TV版ではその後もなぜか石炭に関する話題が多い。長編第1作ではトーマスにソドー島の特別な石炭を持ってきてもらっている。第10期では通常の石炭だと真っ黒い煙が出やすいため、特別な石炭を使用していることが語られ、長編第4作でも同様の言及がある。しかし、長編第8作では、石炭による不調を疑われた際、トビーに「それはもう昔の話」と言及されている。第17期では、質の悪い石炭を使用したため、煙が黒くなって動作不良になる事態に見舞われた。
全期を通じて故障、修理の回数が多い。まれに顔がゴードンと同じになっているシーンがある。
好きな木は森の外れにある「願いの叶う木」と、ロッホ城近くの森にある背の高い松の木。

### トビー (Toby)
- 英国吹き替え - コルム・フィオール（長編第1作）→ベン・スモール（長編第4作 - 第18期）→ロブ・ラックストロー（第19 - 24期）→トビー・ハドク（第26期 - ）
- 米国吹き替え - コルム・フィオール（長編第1作）→ウィリアム・ホープ（長編第4作 - 第24期）→エディ・グレン（第26期 - ）
- 日本吹き替え - 川津泰彦（第1 - 8期）→坪井智浩（第9期 - 長編第17作）→白石兼斗（第26期 - ）

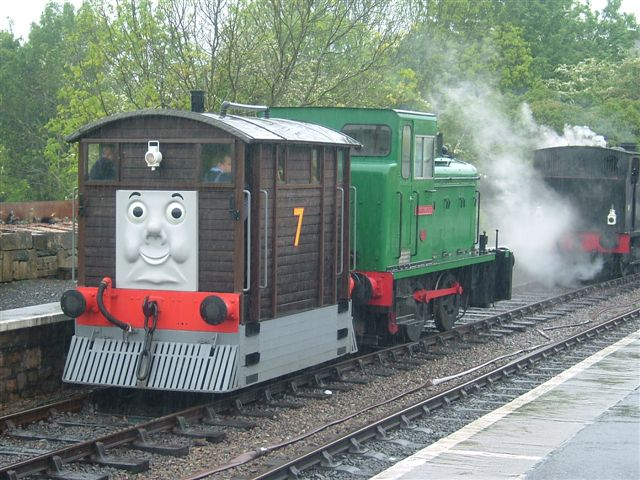
イーオンバレー鉄道ミットン駅にて停車中のトビー

年を召した箱型の小型路面機関車で、顔は四角。車体前面に牛よけ（排障器）、側面に脇板が付いている。木造のため、色は茶色。車体番号は7。モデルはGERのC53形路面機関車。日本語版での一人称は「僕」。
車体には鐘が付いており、汽笛の代わりにこれを鳴らすのが他の機関車との相違点。性格は明るく真面目で誰にでも優しいが、怒らせると怖い。
トーマスやパーシーのさらに下の出力しかない最小出力機関車で長距離走行にも向いていないが、路面区間を走行できる装備を持っている。ハット卿の鉄道にやって来る以前の路線が廃止された翌日、客車のヘンリエッタともどもハット卿に引き取られ、路面区間がある路線での貨物列車の牽引や工員輸送の運用に就いた。以降はメービスらとともにファーカーの先の採石場で働いているが、観光客用の貸切列車などいろいろな小編成の牽引もおこなう。普段はヘンリエッタを使っているが、トーマスが他の任務で不在の場合は、彼がアニーとクララベルを牽引したこともある。第8期ではエドワードが他の任務で不在の時に、ウェルズワース駅構内の貨車入換えを務めた。また第10期では急行客車を牽いた。
原作では名前が「トービー」になっていたが、人形劇では「トビー」と呼ばれている。『トビーのうた』という彼を題材とした楽曲があり、TV版では彼専用のBGMとしても使われている。
2D化してからは第2期で登場する。

### ダック (Duck)
- 英国・米国吹き替え - スティーブ・キンマン
- 日本吹き替え - 塩屋浩三（第2 - 7期）→鈴木清信（第12期 - ）[72][73]

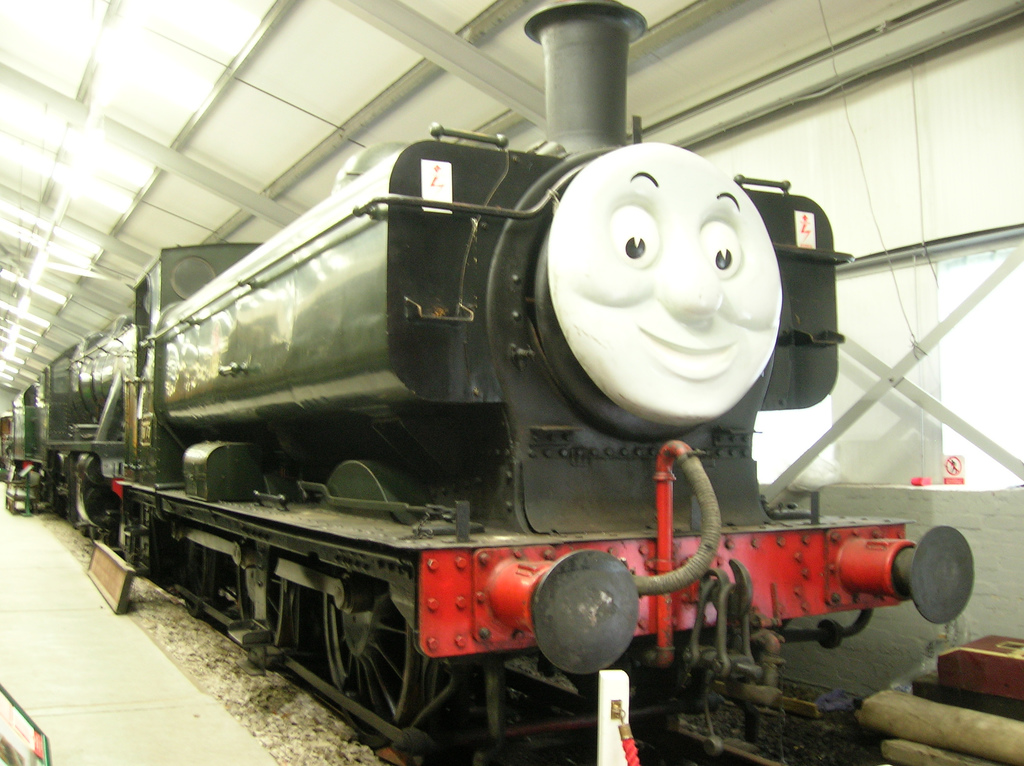
実物の蒸気機関車にお面を付けたダック（イギリスの博物館）

大西部鉄道から来た小型のタンク機関車。作中では数少ない、パニアタンクの蒸気機関車である。本名はモンタギュー（Montague）。アヒルのようによちよち走るという理由からダックというあだ名である。本人はあだ名でダックと呼んでほしい、と語っている。一人称は「僕」。
車体色は黄緑で、車体番号は8番。車体横に「G W R」とペイントしてある。タンク式にしては珍しく仕事熱心で真面目な性格で、怠け癖のある大型機関車に一喝して反抗するほどだが、ヘンリーを騙して6台もの解体予定のボロボロの炭水車を連結させるなど腹黒い所もあり、少しお調子者でもある。大西部鉄道出身であることを誇りにしており、「仕事のやり方には大西部鉄道流と怠け者流がある」が持論。その事をよく口にするため他の機関車から鬱陶しがられることもある。
ディーゼル初登場時には彼に「恥をかかせた」と逆恨みされ、蒸気機関車たちやトップハム・ハット卿に「ダックが悪口を言った」と嘘の噂を吹き込まれ、一時的に孤立した。その後仲間達の誤解は解けたものの、それ以来ディーゼルが気に食わない。
休止していたティドマスからアールズバーグ・ウェストまでの海辺の支線が旅客営業を再開してからは、オリバーと共にそこの運行が主になる。原作ではそこで客車のアリスやミラベルを引く事になるが、TV版ではかつて大西部鉄道で共に働いていた客車のスリップコーチと再会を果たし、以降は支線でスリップコーチを引くようになった。貨車の扱いが上手だが、彼らの悪ふざけに遭ったこともある。
第8期から第11期まで1度も登場しなかったが、第12期で復活した。この時は顔の大きさが場面によってまちまちになっていたが、第17期で再登場した際には、顔の大きさは固定されていた。